# Klimontów (gmina w województwie krakowskim)
Klimontów (od 1973 Proszowice) – dawna gmina wiejska istniejąca do 1954 roku w woj. kieleckim i woj. krakowskim. Siedzibą władz gminy był Klimontów. 
W okresie międzywojennym gmina Klimontów należała do powiatu miechowskiego w woj. kieleckim. Po wojnie gmina przez bardzo krótki czas zachowała przynależność administracyjną, lecz już 1 kwietnia 1945 roku została wraz z całym powiatem miechowskim przyłączona do woj. krakowskiego. Według stanu z dnia 1 lipca 1952 roku gmina składała się z 11 gromad: Gniazdowice, Kadzice, Klimontów, Kowary, Makocice, Opatkowice, Ostrów, Szczytniki, Szczytniki kol., Teresin i Zagrody.
Jednostka została zniesiona 29 września 1954 roku wraz z reformą wprowadzającą gromady w miejsce gmin. Po reaktywowaniu gmin z dniem 1 stycznia 1973 roku gminy Klimontów nie przywrócono, utworzono natomiast jej terytorialny odpowiednik, gminę Proszowice w powiecie proszowickim.